# Bernhard Germeshausen
Bernhard Germeshausen (* 21. August 1951 in Heiligenstadt, Thüringen, DDR; † 15. April 2022 in Schwansee, Thüringen) war ein deutscher Bobpilot für die DDR.

## Werdegang
Germeshausen begann seine sportliche Laufbahn als Leichtathlet. 1974 war er Vierter der DDR-Meisterschaften im Zehnkampf. Seine Bestleistung von 7.534 Punkten entspricht nach der seit 1985 gültigen Zehnkampftabelle 7.386 Punkten.
Nach seinem Wechsel zum Bobsport wurde er 1975 als Anschieber des Zweierbobs von Meinhard Nehmer erstmals DDR-Meister. Bei den Olympischen Spielen 1976 in Innsbruck gewann er die Goldmedaille sowohl im Zweier-, als auch im Viererbob, jeweils gesteuert von Nehmer. Vier Jahre später holte er in Lake Placid noch einmal Gold im Viererbob von Nehmer. Im Zweierbob steuerte Germeshausen selbst mit Hans-Jürgen Gerhardt als Anschieber zur Silbermedaille hinter dem Schweizer Bob von Erich Schärer, aber vor Meinhard Nehmer und Bogdan Musiol, die Bronze gewannen.
Außerdem wurde er als Anschieber 1976 Weltmeister im Zweierbob und 1976, 1977 und 1981 im Viererbob. 1981 steuerte er den Zweierbob zur Weltmeisterschaft.
Germeshausen war ausgebildeter Diplom-Sportlehrer und arbeitete am Pierre-de-Coubertin-Gymnasium, einem Sportgymnasium in Erfurt.